# تقييم الإعلام
تقييم الإعلام هو نظام يتعلق بالعلوم الاجتماعية ويركز على تحليل المحتويات الإعلامية مع تصنيف مدى التعرض باستخدام مجموعة من المعايير المصممة من قبل والتي تشتمل بشكل عام على قيمة النبرة والانطباع وتواجد الرسائل الرئيسية. ويقال إنه واحد من أسرع المجالات نموًا في مجال أبحاث وسائل الاتصال الجماهيرية.
ويعد الاتحاد الدولي لقياس وتقييم الاتصالات (AMEC) هو الجهة التجارية التي تحددها الصناعة للشركات والأفراد المشاركين في الأبحاث والقياس والتقييم في مجال التغطية الإعلامية التحريرية وغيرها من الأمور المتعلقة بالاتصالات. وللمشاركة بشكل كامل في الاتحاد الدولي لقياس وتقييم الاتصالات يجب أن تكون الشركات قادرة على ما يلي:
توفير خدمات أبحاث وترجمة وتقييم إعلامي شاملة
أن تكون تعمل في هذا المجال على مدار ما لا يقل عن عامين
أن يكون لديها دورة تقييم إعلامي تزيد على 150 ألف جنيه إسترليني عند التقدم للمشاركة.
وبالإضافة إلى ذلك، تلتزم كل الشركات بمدونة أخلاقيات صارمة، ويجب أن تقوم بتنفيذ إجراءات صارمة للتحكم في الجودة. وتضمن هذه الشروط أن تكون خدمات التقييم الإعلامية التي يتم توفيرها تلتزم جميعها بأعلى المعايير. وتتوافر المزيد من المعلومات التفصيلية حول الصناعة من موقع الاتحاد الدولي لقياس وتقييم الاتصالات. وهناك منظمة أخرى وهي لجنة القياس والتقييم للعلاقات العامة  التي تم تشكيلها تحت رعاية معهد العلاقات العامة في عام 1998. واللجنة تهدف إلى وضع المعايير والأساليب الخاصة بأبحاث وقياسات العلاقات العامة، وإصدار المستندات التقنية الخاصة بأفضل الممارسات الرسمية.